# Partie polityczne Haiti
Partie polityczne Haiti – lista działających na terenie Haiti partii i innych ugrupowań politycznych.

## Aktualnie zarejestrowane partie

### Izba Deputowanych
W skład Izby Deputowanych wchodzi 21 partii politycznych. Większość zdobyła Haitańska Partia „Łysa Głowa” uzyskując 26 mandatów.
| Partia/grupa w izbie | Ilość mandatów |
| --- | -------------- |
| Haitańska Partia „Łysa Głowa” (Parti haïtien Tèt Kale, PHTK)                                                                  | 26             |
| Prawda (Vérité) | 13             |
| Konwencja na rzecz Jedności Demokratycznej (Konvansyon Inite Demokratik, KID)                                                 | 7              |
| Organizacja Walczącego Narodu (Organisation du Peuple en Lutte, OPL)                                                          | 7              |
| Rodzina „Lavalas” (Fanmi Lavalas, FL)                                                                                         | 6              |
| Haiti w Działaniu (Ayiti an aksyon, AAA)                                                                                      | 6              |
| Jedność Patriotyczna (Inite Patriyotik, IP)                                                                                   | 4              |
| Alternatywna Liga na rzecz Postępu i Emancypacji Haiti (Ligue alternative pour le progrès et l'émancipation haitienne, LAPEH) | 3              |
| Sojusz Haitańskich Partii Socjaldemokratycznych (Fusion des sociaux-démocrates haïtienne Fusion)                              | 3              |
| Mosano | 2              |
| Renmen Ayiti | 2              |
| Tarcza (Bouclier) | 2              |
| Parti fédéraliste (PF) | 1              |
| Kontrapelela (Kontra pèp la)                                                                                                  | 1              |
| KP | 1              |
| Palmis | 1              |
| Pitit Dessalines | 1              |
| Mouvement action socialiste (MAS)                                                                                             | 1              |
| Konsorcjum (Consortium) | 1              |
| Pou nou tout (PONT) | 1              |
| Mouvement national haïtien (MONHA)                                                                                            | 1              |
| Razem | 118            |

### Senat
W skład Senatu wchodzi partii politycznych. Większość zdobyła Haitańska Partia „Łysa Głowa” uzyskując 9 mandatów.
| Partia/grupa w senacie                                                        | Ilość mandatów |
| ----------------------------------------------------------------------------- | -------------- |
| Haitańska Partia „Łysa Głowa” (Parti haïtien Tèt Kale, PHTK)                  | 9              |
| Prawda (Vérité)                                                               | 3              |
| Konwencja na rzecz Jedności Demokratycznej (Konvansyon Inite Demokratik, KID) | 2              |
| Tarcza (Bouclier)                                                             | 2              |
| Haiti w Działaniu (Ayiti an aksyon, AAA)                                      | 2              |
| Związek Haitańskich Patriotów (RPH)                                           | 1              |
| Konsorcjum (Consortium)                                                       | 1              |
| Rodzina „Lavalas” (Fanmi Lavalas, FL)                                         | 1              |
| Pou nou tout (PONT)                                                           | 1              |
| Jedność Patriotyczna (Inite Patriyotik, IP)                                   | 1              |
| Pitit Dessalines (PD)                                                         | 1              |
| Organizacja Walczącego Narodu (Organisation du Peuple en Lutte, OPL)          | 1              |
| Dessalines League (LIDE)                                                      | 1              |
| Konbit Nasyonal (KONA)                                                        | 1              |
| Niezależni                                                                    | 1              |
| Razem                                                                         | 28             |